# Кредитная организация
Кредитная организация (кредитное учреждение) — это, согласно статье 1 ФЗ «О банках и банковской деятельности», юридическое лицо, которое для извлечения прибыли как основной цели своей деятельности на основании специального разрешения (лицензии) Центрального банка Российской Федерации (Банка России) имеет право осуществлять банковские операции. Кредитная организация образуется на основе любой формы собственности как хозяйственное общество.

## Виды кредитных организаций в Российской Федерации
Виды кредитных организаций согласно ФЗ «О банках и банковской деятельности»:
- банк — кредитная организация, которая имеет исключительное право осуществлять в совокупности следующие банковские операции: привлечение во вклады денежных средств физических и юридических лиц, размещение указанных средств от своего имени и за свой счёт на условиях возвратности, платности, срочности, открытие и ведение банковских счетов физических и юридических лиц.
- небанковская кредитная организация — кредитная организация, имеющая право осуществлять отдельные банковские операции, предусмотренные ФЗ «О банках и банковской деятельности». Допустимые сочетания банковских операций для небанковских кредитных организаций устанавливаются Банком России.

## Описание
Кредитная организация проводит банковские операции, которые предусмотрены действующим законодательством. Кредитная организация может открывать на территории иностранного государства филиалы и представительства. В создании представительств и филиалов есть несколько различий. Представительства создаются после уведомления Банка России, а для того, чтобы открыть филиал необходимо разрешение Банка России. Если кредитная организация получит разрешение Банка России, она может иметь в иностранном государстве дочерние организации. Между кредитными организациями и небанковскими кредитными организациями есть ряд различий. Кредитная организация, созданная как банк, в своем названии должна содержать слово «банк». В названии небанковской кредитной организации не должно использоваться это слово. Кредитная организация, которая признается банком, может осуществлять большой спектр банковских операций, среди которых привлечение вкладов физических и юридических лиц.